# Amor a domicilio, la comedia
Amor a domicilio, la comedia es una serie que muestra lo ocurrido después del final de la telenovela Amor a domicilio. Al igual que en la telenovela, la historia gira en torno a la pizzería y la vida de sus trabajadores.

## Trama
Tras casarse, Angélica (Alejandra Herrera) y Benjamín (Luciano Cruz-Coke) continúan administrando la pizzería. La aparición de Matías como fantasma y los líos que esto conlleva dan vida a esta secuela de Amor a domicilio.

## Elenco
- Cristián Campos como Miguel Díaz.
- Francisca Castillo como Yolanda Duque.
- Felipe Castro como Patricio Zambrano.
- Carlos Concha como Felipe Garrido.
- Ana María Gazmuri como Rosario Undurraga.
- Luz Croxatto como Evelyn Jara Machuca.
- Luciano Cruz-Coke como Benjamín Smith.
- Alfredo Castro como Romeo.
- Carlos Díaz León como José.
- Alejandra Herrera como Angélica Díaz.
- Patricio Achurra como Sergio Toledo.
- Hernán Hevia como Danilo.
- Rebeca Ghigliotto como Mariola de Toledo.
- Vasco Moulian como Justo.
- Sandra O'Ryan como Mireya Zambrano.
- Catalina Saavedra como Brígida.
- Gabriela Hernández como Madame Katmandú.
- Guido Vecchiola como Matías Undurraga (Fantasma).
- Tomás Vidiella como Gaspar Encina.
- Myriam Palacios como Helga.
- Lucy Salgado como Amelia.
- Willy Semler como Lewis.
- Violeta Vidaurre como Aurora.
- Francisca Navarro como Pilar Arrieta.
- Fernando Farías como Enrique Garrido.
- Victoria Gazmuri como Isidora Toledo.
- Alberto Zeiss como Carlanga.
- César Arredondo como Gregorio.
- Antonio Pedraza como Antonio.
- Ándres Fernández como Andrés.
- Alfonso Vadell como Alfonso.

- Datos: Q5672981